# Бабичівка (Кременчуцький район)
Баби́чівка — село в Україні, у Глобинській міській громаді Кременчуцького району Полтавської області. Населення села на 1 січня 2011 року становить — 590 осіб. День села 19 серпня.

## Географія
Село розташоване на правому березі річки Сухий Кагамлик за 30 км від райцентру Кременчук, вище за течією на відстані 2,5 км розташовано село Яроші, нижче за течією примикає село Набережне, на протилежному березі — село Устимівка. На річці велике водосховище. Поруч проходить автошлях Т 1716.
Площа населеного пункту — 213,3 га.

## Історія
Хутір Бабичівка існував вже у 17 столітті, частина жителів була кріпаками Київського Пустинно-Миколаївського монастиря. За переписом 1781 року с. Бабичівка входило до складу Городиської сотні Миргородського полку, налічувало 71 двір, 195 жителів чоловічої статі.
З 1781 року Бабичівка у складі Городиського повіту Київського намісництва, з 1789 року — Градизького повіту Катеринославського намісництва, з 1796 — Кременчуцького повіту Малоросійської (з 1802 — Полтавської) губернії.
1859 р. у с. Бабичівка — 25 дворів, 180 жителів. За переписом 1900 р. у селі було 2 сільські громади, у яких налічувалося 72 двори, 459 жителів. У 1910 році — 96 дворів, 554 жителів.
У січні 1918 році встановлено Радянську владу.
З березня 1923 року — у складі Кохнівського району Кременчуцького округу. 584 жителя. У 1926 році — 134 двори, 614 жителів.
У середині ХХ століття хутір Твердохліби, що був розташований на березі річки Сухий Кагамлик ближче до села Устимівка, став частиною села Бабичівка.
У Національній книзі пам'яті жертв Голодомору 1932—1933 років в Україні вказано, що 21 житель села загинув від голоду.
Під час німецько-нацистської окупації гітлерівці стратили 6 жителів села, вивезено но примусові роботи до Німеччини 120 чоловік.
12 червня 2020 року, відповідно до розпорядження Кабінету Міністрів України № 721-р «Про визначення адміністративних центрів та затвердження територій територіальних громад Полтавської області», село увійшло до складу Глобинської міської громади.
19 липня 2020 року, в результаті адміністративно - територіальної реформи та ліквідації Глобинського району, село увійшло до складу новоутвореного Кременчуцького району.

## Населення
Згідно з переписом УРСР 1989 року чисельність наявного населення села становила 682 особи, з яких 252 чоловіки та 430 жінок.
За переписом населення України 2001 року в селі мешкали 583 особи.
Населення села на 1 січня 2011 року становить 590 осіб у 327 дворах.
Графік зміни чисельності населення Бабичівки починаючи з 1859 року

### Мова
Розподіл населення за рідною мовою за даними перепису 2001 року:
| Мова       | Відсоток |
| ---------- | -------- |
| українська | 94,99 %  |
| російська  | 3,17 %   |
| молдовська | 1,34 %   |
| вірменська | 0,33 %   |

## Влада
- Сільські голови
  - Живолуп Станіслав Анатолійович[1]

31.10.2010 — зараз
26.03.2006 — 31.10.2010

## Економіка
Діє господарство — ПСП АФ «Вітчизна».

## Інфраструктура
На території села Бабичівка знаходяться:
- поштове відділення зв'язку
- три магазини

Село газифіковане.

## Освіта
На території села є школа:
- Бабичівська загальноосвітня школа І-ІІІ ступенів, директор — Родак Неля Миколаївна (31-6-12)

## Медицина
Діє Бабичівський фельдшерсько — акушерський пункт. Фельдшер — Шевченко Мирослава Леонідівна.

## Культура
Діють сільський клуб та бібліотека:
- Бабичівський сільський клуб - Піценко Наталія Олександрівна
- Бабичівська сільська бібліотека, завідувачка — Гладирь Тамара Вікторівна

## Пам'ятки та поховання
На околицях села знайдено курганні поховання Скіфської доби та археологічні пам'ятки періоду Київської Русі.